# Elateroidea
Elateroidea je velká nadčeleď brouků. Obsahuje známé kovaříky, světlušky a páteříčky a jejich příbuzné.
Určitá seskupení čeledí uvnitř nadčeledi jsou si navzájem blíže spřízněny. Například Elateridae mají blízko k čeledím Anischiidae, Cerophytidae, Eucnemidae a Throscidae (někteří z těchto brouků "klikají" jako kovaříci). Stejně tak Světluškovití (Lampyridae) jsou velmi blízkými příbuznými čeledí Drilidae, Omalisidae, Phengodidae (kteří zahrnují Telegeusidae) a Rhagophthalmidae; členové těchto čeledí jsou též bioluminescentní, přinejmenším v larválním stadiu. Tato skupina čeledí též zahrnuje mnohé druhy, jejichž samice jsou larviformní, ačkoliv toto je známo i z některých dalších čeledí v nadčeledi.

## Taxony
- Artematopodidae Lacordaire, 1857
- Brachypsectridae LeConte & Horn, 1883
- Cantharidae Imhoff, 1856 - páteříčkovití
- Cerophytidae Latreille, 1834
- Drilidae Blanchard, 1845
- Elateridae Leach, 1815 - kovaříkovití
- Eucnemidae
- Jurasaidae
- Lampyridae Latreille, 1817 - světluškovití
- Lissomidae Castelnau, 1840
- Lycidae Laporte, 1836 - dlouhoústcovití
- Melasidae Leach, 1817 - dřevomilovití
- Omalisidae Lacordaire, 1857
- Omethidae LeConte, 1861
- Perothopidae
- Phengodidae LeConte, 1861
- Plastoceridae Crowson, 1972
- Telegeusidae Leng, 1920
- Throscidae Laporte, 1840

## Fotogalerie

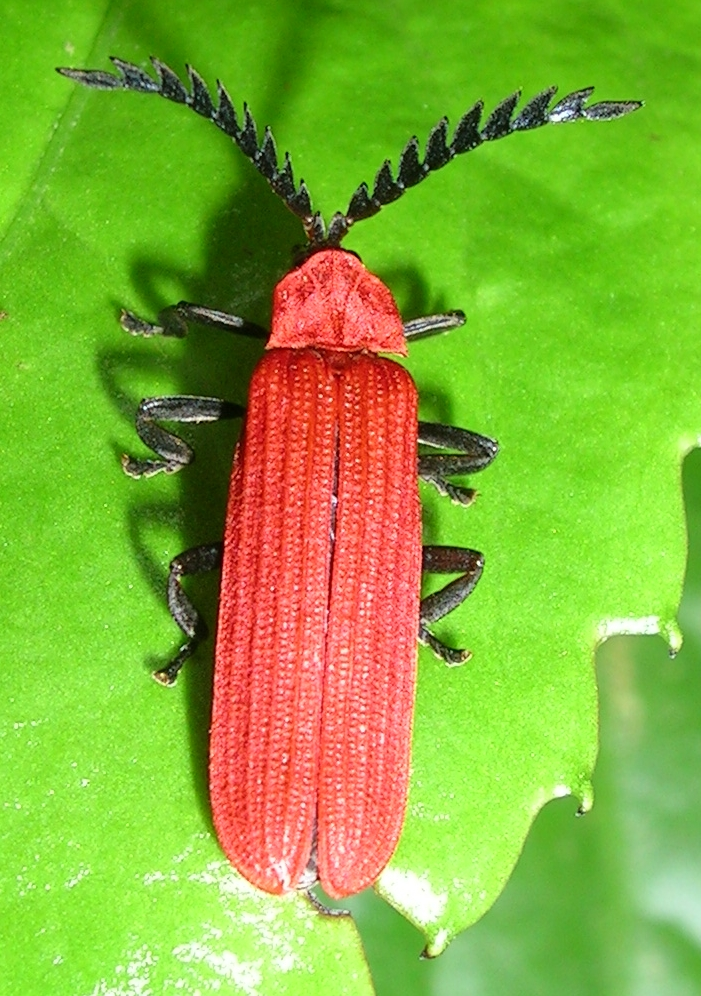
Brouk z čeledi Lycidae